# Макушинський округ
Маку́шинський округ (рос. Макушинский округ) — адміністративна одиниця, муніципальний округ Курганської області Російської Федерації.
Адміністративний центр — місто Макушино.

## Історія
Макушинський район у складі Уральської області був утворений 29 лютого 1924 року. 17 січня 1934 року район увійшов до складу новоутвореної Челябінської області, 6 лютого 1943 року — до складу Курганської області. У період 1963-1964 років район був ліквідований.
2004 року район був перетворений в Макушинський муніципальний район, міська та сільські ради були перетворені в міське та сільські поселення зі збереженням старих назв. 27 червня 2018 року були ліквідовані Басковська сільська рада, Мартинська сільська рада, Слевинська сільська рада, їхні території приєднані до складу Чебаківської сільської ради, ліквідована Трюхінська сільська рада, територія приєднана до складу Казаркинської сільської ради.
3 липня 2020 року район був перетворений в Макушинський муніципальний округ, при цьому були ліквідовані усі сільські поселення:
| Поселення                               | Площа, км² | Населення, осіб (2002) | Населення, осіб (2010) | Населення, осіб (2020) | Населені пункти                                                                                   |
| --------------------------------------- | ---------- | ---------------------- | ---------------------- | ---------------------- | ------------------------------------------------------------------------------------------------- |
| Макушинська міська рада                 | 68,00      | 9942                   | 8338                   | 7749                   | місто Макушино                                                                                    |
| Басковська сільська рада (до 2018 року) | 920,10     | 670                    | 280                    | -                      | село Басковське                                                                                   |
| Золотинська сільська рада               | 138,61     | 547                    | 444                    | 351                    | село Золоте, присілки Велике Кривинське, Мале Кривинське                                          |
| Казаркинська сільська рада              | 515,58     | 981                    | 654                    | 608                    | село Казаркино, присілки Антипино, Кошелево, Чисте; село Трюхіно, присілок Покровка (з 2018 року) |
| Коноваловська сільська рада             | 148,51     | 1156                   | 838                    | 648                    | село Коновалово, присілки Привольне, Роздольє                                                     |
| Куреїнська сільська рада                | 335,50     | 1081                   | 742                    | 457                    | село Велике Курейне, присілки Мале Курейне, Покровка, Профінтерн                                  |
| Мартинська сільська рада (до 2018 року) | 127,30     | 440                    | 313                    | -                      | село Мартино                                                                                      |
| Моршихинська сільська рада              | 201,04     | 934                    | 683                    | 551                    | село Моршиха, присілки імені Будьонного, Красний Октябр                                           |
| Моховська сільська рада                 | 88,21      | 410                    | 239                    | 167                    | село Мохове                                                                                       |
| Обутковська сільська рада               | 311,81     | 1167                   | 769                    | 641                    | села Обутковське, присілки Копиріно, Краснотал, Ударник                                           |
| Піонерська сільська рада                | 252,50     | 1262                   | 906                    | 761                    | село Піонерське, присілок Суслово, селище Нова Роща                                               |
| Садоводська сільська рада               | 187,38     | 810                    | 678                    | 496                    | село Садовод, присілки Журавльовка, Ясні Зорі                                                     |
| Саратовська сільська рада               | 183,96     | 1081                   | 720                    | 449                    | село Клюквенне, присілки Бородинка, Невіровське                                                   |
| Сетовнинська сільська рада              | 119,78     | 825                    | 640                    | 505                    | село Сетовне, присілки Гренадери, Мала Умрешево                                                   |
| Слевинська сільська рада (до 2018 року) | 134,42     | 296                    | 226                    | -                      | село Слевне                                                                                       |
| Степнівська сільська рада               | 81,10      | 748                    | 675                    | 514                    | село Степне, селище Кленовий, Рекорд                                                              |
| Требушинненська сільська рада           | 332,66     | 621                    | 370                    | 280                    | село Требушинне, присілки Забошне, Пеган                                                          |
| Трюхінська сільська рада (до 2018 року) | 182,99     | 396                    | 204                    | -                      | село Трюхіно, присілок Покровка                                                                   |
| Чебаківська сільська рада               | 509,32     | 611                    | 397                    | 822                    | село Чебаки, присілок Братанники; село Басковське, Мартино, Слевне (з 2018 року)                  |

## Населення
Населення округу становить 14645 осіб (2021; 18116 у 2010, 23978 у 2002).

## Населені пункти
| №  | Населений пункт                      | Населення, осіб (2002) | Населення, осіб (2010) |
| -- | ------------------------------------ | ---------------------- | ---------------------- |
| 1  | Антипино, присілок                   | 112                    | 89                     |
| 2  | Басковське, село                     | 670                    | 280                    |
| 3  | Бородинка, присілок                  | 144                    | 85                     |
| 4  | Братанники, присілок                 | 188                    | 93                     |
| 5  | Велике Кривинське, присілок          | 47                     | 21                     |
| 6  | Велике Курейне, село                 | 736                    | 546                    |
| 7  | Гренадери, присілок                  | 193                    | 116                    |
| 8  | Десятий Октябр, присілок             | 82                     | 33                     |
| 9  | Журавльовка, присілок                | 296                    | 225                    |
| 10 | Забошне, присілок                    | 70                     | 9                      |
| 11 | Золоте, село                         | 436                    | 390                    |
| 12 | імені Будьонного, присілок           | 59                     | 42                     |
| 13 | Казаркино, село                      | 690                    | 477                    |
| 14 | Кленовий, селище                     | 200                    | 188                    |
| 15 | Клюквенне, село                      | 586                    | 417                    |
| 16 | Коновалово, село                     | 849                    | 711                    |
| 17 | Копиріно, присілок                   | 205                    | 111                    |
| 18 | Кошелево, присілок                   | 101                    | 57                     |
| 19 | Краснотал, присілок                  | 109                    | 29                     |
| 20 | Макушино, місто                      | 9942                   | 8338                   |
| -  | Мала Умрешево, присілок              | 0                      | -                      |
| 21 | Мале Кривинське, присілок            | 64                     | 33                     |
| 22 | Мале Курейне, присілок               | 136                    | 55                     |
| 23 | Мартино, село                        | 440                    | 313                    |
| 24 | Моршиха, село                        | 793                    | 608                    |
| 25 | Мохове, село                         | 410                    | 239                    |
| 26 | Невіровське, присілок                | 351                    | 218                    |
| 27 | Нова Роща, селище                    | 135                    | 78                     |
| 28 | Обутковське, село                    | 669                    | 526                    |
| 29 | Пеган, присілок                      | 110                    | 81                     |
| 30 | Піонерське, село                     | 1011                   | 766                    |
| 31 | Покровка (Казаркинська ср), присілок | 152                    | 96                     |
| 32 | Покровка (Куреїнська ср), присілок   | 75                     | 22                     |
| 33 | Привольне, присілок                  | 185                    | 44                     |
| 34 | Профінтерн, присілок                 | 134                    | 38                     |
| 35 | Рекорд, селище                       | 78                     | 63                     |
| 36 | Роздольє, присілок                   | 122                    | 83                     |
| 37 | Садовод, село                        | 371                    | 321                    |
| 38 | Сетовне, село                        | 632                    | 524                    |
| 39 | Слевне, село                         | 296                    | 226                    |
| 40 | Степне, село                         | 470                    | 424                    |
| 41 | Суслово, присілок                    | 116                    | 62                     |
| 42 | Требушинне, село                     | 441                    | 361                    |
| 43 | Трюхіно, село                        | 244                    | 108                    |
| 44 | Ударник, присілок                    | 184                    | 103                    |
| 45 | Чебаки, село                         | 423                    | 304                    |
| 46 | Чисте, присілок                      | 78                     | 31                     |
| 47 | Ясні Зорі, присілок                  | 143                    | 132                    |